# Maxim Rakow

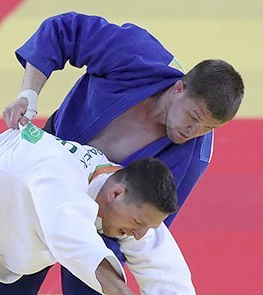
Rakow (in blauem Judogi) 2016 in Rio de Janeiro

Maxim Sergejewitsch Rakow (kasachisch: Максим Сергеевич Раков; * 7. Februar 1986 in Qaraghandy) ist ein kasachischer Judoka (Gewichtsklasse Halbschwergewicht, bis 100 kg), der 2009 in Rotterdam Weltmeister wurde.
2012 nahm er an den Olympischen Spielen in London, wo er allerdings bereits in der zweiten Runde aus dem Kampf um die Medaillen ausschied.

## Erfolge
- 2009 gewann er bei den Weltmeisterschaften die Goldmedaille.
- Bei den Weltmeisterschaften 2011 gewann er die Silbermedaille.
- Bei den Asienspielen 2006 holte Rakow Silber.
- Bei den Asienspielen 2010 holte Rakow Bronze.
- Bei den Asiatischen Meisterschaften 2007 gewann er die Bronzemedaille.